# Wisznia Mała
Wisznia Mała (niem. Wiese, tuż po II wojnie światowej pod nazwą Łąka) – wieś w Polsce położona w województwie dolnośląskim, w powiecie trzebnickim, w gminie Wisznia Mała.

## Podział administracyjny
W latach 1975–1998 miejscowość administracyjnie należała do województwa wrocławskiego. Miejscowość jest siedzibą gminy Wisznia Mała.

## Zabytki
Do wojewódzkiego rejestru zabytków wpisany jest zespół pałacowy z połowy XIX w. składający się z:
- pałacu
- przyległego parku[6].